# Đặng Thùy Trâm
Dans ce nom, le nom de famille, Dang, précède le nom personnel.
Đặng Thùy Trâm, née à Hué le 26 novembre 1942 et morte dans le maquis de Quảng Ngãi le 22 juin 1970, est une femme médecin et chirurgien des forces combattantes vietnamiennes, auteure également d’un journal, devenu bien après sa mort un best-seller international.

## Biographie
Elle est née à Hué, au Centre du Viêt Nam, en 1942, au sein d'une famille aisée et cultivée : leur maison est remplie de livres et son père joue du violon ; quant à Thùy Trâm, elle joue du violon et de la guitare. Sa mère est pharmacienne et enseignante à l'université de Hanoï et son père chirurgien ; ils ont 5 enfants, dont Thùy Trâm est l'aînée. Elle devient elle-même médecin en 1966, à un moment où la Guerre du Viêt Nam bat son plein avec un engagement américain de plus en plus fort, avec des bombardements aériens contre le territoire nord-vietnamien et des combats sur le terrain contre la guérilla au sud.
Au lieu de se spécialiser en chirurgie optique, elle décide — à la fois par patriotisme et dans l'espoir de revoir l'homme dont elle est amoureuse depuis l'âge de 16 ans, Khuong The Hung, qui est alors officier au sein du Front national de libération du Sud Viêt Nam (FNL) communiste (le « Việt Cộng » dans le jargon militaire américain) opposé aux Américains et aux troupes du gouvernement de Saïgon —  de s'engager dans l'armée du Nord Viêt Nam. C'est ainsi que, le 23 décembre 1966, elle part pour le Sud Viêt Nam, comme médecin volontaire dans l'armée du Nord Viêt Nam ; après quelque 400 kilomètres de route vers le Sud en camion militaire, ses camarades et elle empruntent à pied la piste Hô Chi Minh, marche qui dure 3 mois, pour rejoindre le maquis du Quảng Ngãi, dans une région comportant de vastes champs de riz. Elle est affectée comme médecin-chef et chirurgien à un dispensaire qui prend en charge les blessés de guerre. Elle tient un journal depuis qu'elle a quitté le Nord Viêt Nam, mais malheureusement le premier carnet de celui-ci a été perdu. 
En raison de son origine bourgeoise, et malgré ses mérites personnels, ce n'est pas avant septembre 1968 que la section locale du parti communiste invite Thùy Trâm à devenir membre du parti ; celle-ci confie à son journal son amertume à cet égard. 
Dès septembre 1967, le commandant en chef de l'armée américaine au Viet Nam réorganise la force tactique d'intervention « Oregon » sous le nom de 23e division d'infanterie « Americal » pour contrer à Quảng Ngãi les troupes nord-vietnamiennes, les forces de la guerrilla du FNL et les partisans cachés au sein de la population, causant des destructions et un nombre de victimes civiles considérables ; après l'offensive du Tết de janvier 1968, l'armée américaine réagit brutalement (notamment massacre de Mỹ Lai en mars 1968), ce à quoi l'armée nord-vietnamienne et le FLN répliquent au début de l'année 1969 par des attaques contre les bases américaines.
En avril 1969, l'armée américaine lance des attaques si près de l'hôpital de campagne où travaille Thùy Trâm que le personnel et les patients doivent quitter les lieux ; dès lors, elle et ses collègues doivent constamment se déplacer ; les 2 et 12 juin 1970, son hôpital, situé dans les monts Nai Sang, est bombardé et il est décidé de l'évacuer, à l'exception de cinq blessés graves et trois femmes médecins dont Thùy Trâm ; le 20 juin, celle-ci envoie ses deux collègues chercher de la nourriture et de l'aide - c'est là que son journal s'interrompt.
Quelques jours plus tard, un montagnard trouve sur un sentier de montagne le cadavre de Thùy Trâm, tuée d'une balle dans la tête ; le rapport de l'armée américaine relatif à cet événement indique que, au cours d'une opération d'une unité de la division « Americal » le 22 juin 1970, Thùy Trâm a été tuée alors qu'elle descendait un sentier de montagne avec un soldat nord-vietnamien et deux autres personnes,.

## Le journal
En 1970, peu de temps après la mort de Đặng Thùy Trâm, Frederic Whitehurst, officier de renseignement militaire basé dans le camp « Americal » de Duc Phô et chargé d'examiner les documents trouvés au cours d'opérations de combat, se voit inciter par son interprète, le sergent Nguyen Trung Hiêu de l'armée du Sud Viêt Nam, à ne pas détruire - bien que dénués d'intérêt militaire - des feuillets de papiers manuscrits cousus ensemble sous une couverture de carton : « Ne brûle pas cela, Fred, ça contient déjà du feu ! » ; Whitehurst sauve ce carnet de la destruction, puis un second carnet ; le soir, son interprète lui lit des passages de ces carnets, qui sont en fait les deuxième et troisième carnets du journal intime rédigé par Thùy Trâm au fil des jours — le premier carnet (dans lequel Thùy Trâm commence la rédaction de son journal en décembre 1966 lorsqu'elle quitte Hanoï pour le Sud, et qu'elle remplit durant l'année suivant son arrivée à Quảng Ngãi, c'est-à-dire jusqu'à fin mars 1968 environ) n'a malheureusement pas été retrouvé ; Fred Whitehurst est profondément touché par ces textes — il dira plus tard qu'à leur lecture il est même tombé amoureux de Thùy Trâm. En 1972, Whitehurst, qui a terminé son service militaire, emporte ces deux carnets avec lui aux États-Unis, malgré le règlement. 
Les années passent. Fred Whitehurst devient docteur en chimie, puis dès 1982 travaille pour le FBI comme expert légiste en résidus d'explosifs ; ayant démissionné du FBI en 1998, il passe ses examens d'avocat et parle des carnets à son frère Robert, lui aussi vétéran de la guerre du Vietnam, qui parle vietnamien et commence à traduire le journal de Đặng Thùy Trâm en anglais ; en mars 2005, les deux frères Whitehurst assistent à une conférence au Texas sur la guerre du Vietnam et y rencontrent un autre vétéran, le photographe Ted Engelmann, qui va se rendre au Vietnam le mois suivant, et à qui ils demandent d'apporter une copie des carnets à la famille de Thùy Trâm (selon le vœu, exprimé par celle-ci dans son journal, que, si elle était tuée, son journal soit envoyé à sa famille), dont ils ont trouvé l'adresse grâce à Đỗ Xuân Anh du groupe de Quakers de Hanoi ; en avril, Engelmann remet le journal de Thùy Trâm à la mère de celle-ci, Doan Mgoc Trâm. En juillet 2005, le journal de Đặng Thùy Trâm est publié au Vietnam et connaît un grand succès public ; en août, les deux frères Whitehurst partent pour Hanoi afin de rencontrer la famille de Thùy Trâm (son père et son frère étaient décédés), et sont accueillis comme de véritables personnalités, salués par le Premier ministre et interviewés par des journalistes. L'ouvrage devient rapidement un best-seller au Vietnam puis aux États-Unis, et est traduit en une vingtaine de langues,. En octobre 2005, Doan Mgoc Trâm et sa famille, en voyage aux États-Unis, se rendent à Lubbock, Texas, afin de voir l'original des carnets du journal intime de Đặng Thùy Trâm déposé par Fred Whitehurst dans les archives sur le Vietnam conservées par la Texas Tech University, puis ils rendent visite à la famille Whitehurst.
Đặng Thùy Trâm a tenu un journal intime pour au moins deux raisons, qu'elle exprime dans son journal : d'une part, pour s'habituer à réfléchir sur elle-même ; et, d'autre part, afin de pouvoir, quand elle sera plus âgée, retrouver sa jeunesse : « plus tard, quand tu rouvriras les pages de ce carnet, tu seras fière de tes années de jeunesse ». Son journal expose de façon intime et personnelle la brutalité de la guerre, qui détruit les rêves et les espoirs de la jeune femme. L'auteur raconte son amertume quand elle ne peut pas sauver une vie, sa fatigue, sa lassitude quelques fois, son aspiration à revenir à une vie normale, ses difficultés avec les membres du Parti communiste qui lui font sourdement grief de ses origines bourgeoises, la puissance de feu américaine, et l'absurdité de ce combat des Américains contre une volonté populaire. L'écriture est simple et sincère,. Elle est sans regret sur son engagement, mais ses derniers mots sont une exhortation à la réconciliation : « Oh, cette vie qui s’échange contre du sang, contre la jeune vie de nombreux soldats ! Combien d’existences ont-elles été sacrifiées pour que d’autres vies puissent s’épanouir. Toi, le Nord, es-tu capable de comprendre le cœur du Sud ? ». 
La version anglaise des deux carnets subsistants du journal intime de Đặng Thùy Trâm, qui couvrent la période du 8 avril 1968 au 20 juin 1970, paraît aux États-Unis en septembre 2007 sous le titre Last night I dreamed of peace: The Diary of Dang Thuy Tram, dans une traduction de Andrew X. Pham, avec une introduction de Frances FitzGerald (Harmony Books, New York). En Italie, les deux carnets sont publiés sous le titre La nuit je rêvais de la paix (« Questa notte ho sognato la pace ») en novembre 2007. La traduction française de Jean-Claude Garcias paraît en 2010, sous un titre sobre : Les carnets retrouvés (1968-1970).
Le Vietnam a rendu hommage à l'autrice en édifiant une stèle avec son nom à l'endroit où elle a été tuée et en donnant son nom à un hôpital. Les endroits où elle a travaillé, la stèle et l'hôpital sont devenus des lieux de pèlerinage de militants de la paix. En 2009, un film sur elle est réalisé par le réalisateur vietnamien Đặng Nhật Minh, intitulé Đừng Đốt (« Ne pas brûler »).